# Moussa Nabati
Moussa Nabati, né à Téhéran (Iran), est psychanalyste, thérapeute et chercheur, docteur en psychologie de l'université de Paris VII et auteur de plusieurs ouvrages. Il a quitté son pays natal à 19 ans pour suivre ses études à Paris.

## Publications
- 1989 : La dépression, éditions Bernet-Danilo
- 1990 : Le père, à quoi ça sert ? La valeur du triangle père-mère-enfant, avec Simone Nabati, Jouvence, 224 pages
- 2002 : L'humour-thérapie, éditions Bernet-Danilo ; rééd. Le Livre de Poche, 2010
- 2005 : La dépression : une maladie ou une chance ?, Fayard, 261 pages
- 2005 : La dépression, une épreuve pour grandir
- 2006 : Le bonheur d'être soi
- 2007 : Ces interdits qui nous libèrent. La bible sur le divan, Dervy, coll. « Chemins de l'harmonie »
- 2008 : Guérir son enfant intérieur, Le Livre de Poche, 412 pages
- 2009 : Le fils et son père, éditions Les liens qui libèrent
- 2011 : La Bible : Une parole moderne pour se construire et s'épanouir, Dervy, coll. « Chemins de l'harmonie », 250 pages
- 2012 : "Comme un vide en moi": Habiter son présent, Fayard, 324 pages
- 2014 : Devenir femme, au sein du triangle père-mère-enfant, Dervy
- 2016 : Renouer avec sa bonté profonde, Fayard, 305 pages
- 2018 : Réussir la séparation,  Fayard , 290 pages
- 2023 : Se reconstruire - La blessure est l'endroit par où la lumière pénètre en vous, Robert Laffont, 272 pages

## Prix et distinctions
2008 : Prix Psychologies-Fnac pour Le bonheur d'être soi